# Fernando Fagner Da Costa
Pour les articles homonymes, voir Fagner (homonymie).
Fernando Fagner Da Costa dit Pantú est un joueur brésilien de volley-ball, né le 13 mars 1985 à Três Lagoas (Mato Grosso do Sul). Il mesure 1,98 m et joue attaquant.

## Clubs
| Club               | Pays     | De        | À          |
| ------------------ | -------- | --------- | ---------- |
| Banespa São Paulo  | Brésil   | 2001-2002 | 2003-2004  |
| Intelbras São José | Brésil   | 2004-2005 | 2004-2005  |
| Wizard Campinas    | Brésil   | 2005-2006 | 2005-2006  |
| Tamoyo São Caetano | Brésil   | 2006-2007 | 2006-2007  |
| Castelo da Maia GC | Portugal | 2007-2008 | mars 2009  |
| Stade Poitevin     | France   | mars 2009 | avril 2009 |